# كلوريد الثيونيل
كلوريد الثيونيل هو مركب كيميائي لاعضوي صيغته SOCl2، ويوجد في الشروط القياسية على شكل سائل عديم اللون إلى مصفر، وهو سام كما يعد من الكواشف المهمة في الاصطناع العضوي.

## التحضير
يمكن أن يحضر المركب تفاعل ثلاثي أكسيد الكبريت مع ثنائي كلوريد الكبريت؛ أو من تفاعل ثنائي أكسيد الكبريت مع خماسي كلوريد الفوسفور:
{\displaystyle \mathrm {SCl_{2}+SO_{3}\ \longrightarrow SOCl_{2}+SO_{2}} }
{\displaystyle \mathrm {PCl_{5}+SO_{2}\ \longrightarrow POCl_{3}+SOCl_{2}} }

## الخواص
يوجد المركب في الشروط القياسية على شكل سائل عديم اللون إلى مصفر، وله رائحة واخزة منفرة، وهو يتحلل عند التماس مع الماء بتفاعل حلمهة:
{\displaystyle {\ce {SOCl2 + H2O -> 2 HCl + SO2}}}
لكنه يمتزج مع أغلب المذيبات العضوية اللابروتونية مثل التولوين والكلوروفورم.
يأخذ المركب بنية جزيئية هرمية ثلاثية ذات تناظر جزيئي من النمط Cs. في الحالة الصلبة تتبع البلورات نظام بلوري أحادي الميل وتكون الزمرة الفراغية من النمط P21/c.

## الاستخدامات
يعد كلوريد الثيونيل من الكواشف العضوية المهمة، وخاصة لتحضير مركبات الكلور العضوية على نطاق صناعي. فهو يتفاعل مثلاُ مع الكحولات لتحضير كلوريدات الألكيل،

مخطط وآلية تفاعل كلوريد الثيونيل مع الكحولات.